# متلازمة فان ويك وغرومباخ
متلازمة فان ويك وغرومباخ (بالإنجليزية: Van Wyk and Grumbach syndrome) هي حالة صحية تتمثل بوجود انخفاض في نشاط الغدة الدرقية وحدوث بلوغ مبكر (عادة مع تاخر في نمو الهيكل العظمي نسبة للعمر) بالإضافة لوجود أكياس على المبيض لدى الأنثى قبل وبعد مرحلة البلوغ.

## آلية الحدوث
تُصنّف أسباب المتلازمة على حسب الآلية المُؤدية إلى الانخفاض الأولي في افراز هرمونات الغدة الدرقية الذي يؤدي إلى زيادة تحفيز عمل الغدة النخامية وتضخمها والتي بدورها تعمل على تحفيز المبيضين وتكوين الأكياس وبدء حدوث البلوغ المبكر. بالإضافة لأعراض أخرى تتمثل بالاستساقاء البطني، تجمع السوائل في الفراغ الرئوي والقلبي، ارتفاع مستويات الواصم الورمي لسرطان المبيض، تضخم الغدة النخامية وارتفاع مستويات هرمون البرولاكتين والألفافيتوبروتين.

## التشخيص
يتم التشخيص باستخدام صور الأشعة/صور السونوغرام وقياس مستويات هرمون الغدة الدرقية.

## العلاج
يستجيب مرضى هده المتلازمة بشكل جيد على العلاج البديلي بتعويض هرمونات الغدة الدرقية مه اختفاء للأعراض بشكل كامل.

## تاريخياً
تم وصف هذه المتلازمة بعام 1960 من قبل (فان ويك) و (ميلفن م غرومباخ). 